# Зубченко Микола Степанович
Микола Степанович Зубченко (30 вересня 1947, м. Вітебськ, Білорусь — 3 квітня 2009, м. Львів) — український дизайнер, живописець, графік. Член Спілки дизайнерів України (1998). Чоловік Галини Зубченко.

## Життєпис
Микола Зубченко народився 30 вересня 1947 року в місті Вітебську Білорусі.
1981 року закінчив Львівський інститут прикладного та декоративного мистецтва (педагоги з фаху Данило Довбушинський, Вітольд Манастирський, Мирон Яців). Відтоді діяльний у Львові, де працював на різних посадах, зокрема: 1970 став художником на ВО «Кінескоп»; у 1978—1996 роках на ВО «Електрон»: з 1985 року був завідувачем відділу дизайну і реклами, водночас від 1990 — головний художник; у 1996–2009 — провідний спеціаліст поліграфічного виробництва «Прем'єр-Груп».

## Доробок
Серед творів: промислова графіка (дизайн виробів, графічних систем та інтер'єрів), станковий живопис (цикл «Львів», 1975–77), графічні роботи («Натюрморт на тлі міського пейзажу», 1980; «Жіночі портрети», 1982). 1986 року почав брати участь у всеукраїнських та міжнародних вернісажах.
Працював над розробками телесистем «Електрон» та рекламно-товарного стилю АТ «Концерн-Електрон». У свої роботи Зубченко поєднував гармонію форм у синтезі з мінімалізмом і функціональністю. Є автором проєкту мобільно-видовищного середовища «Мобіліс» (1987), а також промислової мініатюри поліграфічного виробництва «Прем'єр-Груп» (1996–2009), був розробником логотипів і товарних стилів фірми «ГалВестМода» та компанії «Оксана Муха» (обидві — Львів).

## Нагороди
- Срібна (1985) та бронзова (1986) медалі ВДНГ.